# Choros nr. 5
Choros nr. 5 is een compositie van de Braziliaanse componist Heitor Villa-Lobos. Het werk maakt deel uit van een serie van 15 a 16 werken met dezelfde naam, afhankelijk van de geraadpleegde bron. De naam is dan ook het enige bindmiddel tussen de werken, er zijn meer verschillen dan overeenkomsten. Choros nr. 5 is een van korter durende uit de serie, wellicht met uitzondering van de nummers 13 en 14, doch die zijn zoek.
Choros nr. 5 is geschreven voor piano solo. Na Choros nr. 8 (de Choros zijn qua nummers niet in chronologische volgorde gecomponeerd) een aanmerkelijke teruggang in bezetting. De componist maakte het werk zelf mysterieus door te schrijven dat rechterhand vague and highly distinct moet spelen en de linkerhand murmuring and highly rhytmical. Beide aanduidingen leveren meer onduidelijkheid op, dan dat ze een concrete aanwijzing geven. Hetzelfde gold misschien voor de Braziliaanse volksaard toen, want de subtitel verwijst naar de geest (alma) van Brazilië, ook een onduidelijk begrip. Het is opgebouwd in het schema A-B-A. De opening is een variant van een seresteiros, maar daarna is alles temperamentvol.
Sommige muziekkenners op het vlak van de muziek van Villa-Lobos beschouwen de Choros nr. 5 als een serenade.

## Bron en discografie
- opname BIS Records, Cristina Ortiz